# Tropidolaemus huttoni
Espèce
Synonymes
- Trimeresurus huttoni Smith, 1949

Tropidolaemus huttoni est une espèce de serpents de la famille des Viperidae. 

## Répartition
Cette espèce est endémique de l’État du Tamil Nadu en Inde.

## Description
C'est un serpent venimeux.

## Publication originale
- Smith, 1949 : A new species of pit viper from South India: Trimeresurus huttoni sp. nov. Journal of the Bombay Natural History Society, vol. 48, n. 3, p. 596.